# Joachim d'Estaing
Pour les autres membres de la famille, voir Famille d'Estaing.
Joachim d'Estaing (né vers 1589 et mort le 11 septembre 1650) est un prélat français, évêque de Clermont de 1615 à 1650.

## Biographie
Troisième fils de Jean d'Estaing († 1621) et de Gilberte de la Rochefoucauld († 1623), sœur du cardinal de La Rochefoucauld.
Il commence ses études au collège de Jésuites de Lyon et les poursuit à l'université de Paris notamment en théologie. Le Saint-Siège accepte de considérer qu'il est docteur en droit canon de Paris. Il est tonsuré à Rodez en 1617[réf. nécessaire].
En 1608, il est reçu chanoine-comte, au sein du chapitre de Saint-Jean de Lyon.
Il est à la même période prieur de Charlebois dans le diocèse de Clermont et de Saint-Fleuret d'Estaing dans celui de Rodez et il est sous-diacre lors de sa promotion à l'évêché. Il est chanoine-comte de Brioude et abbé commendataire d'Issoire, il assiste aux états généraux de 1614. Désigné comme évêque de Clermont en 1615 il est consacré par François de la Rochefoucauld, évêque de Senlis. Il publie des statuts synodaux en 1620. Devenu aveugle il se voit adjoindre un coadjuteur. Il meurt dans son manoir épiscopal de Mauzun et est inhumé dans la nef de la cathédrale de Clermont près du grand autel. Son successeur comme évêque est son frère cadet Louis d'Estaing.